# شوتارو
اوساکی شوتارو (ژاپنی: 大崎 将太郎, زادهٔ ۲۵ نوامبر ۲۰۰۰) که با نام شوتارو (کره‌ای: 쇼타로، ژاپنی: ショウタロウ) شناخته می‌شود، رپر، خواننده و رقصندهٔ ژاپنی ساکن کره جنوبی است. او نخستین بار در سال ۲۰۲۰ با پیوستن به گروه پسرانهٔ کره‌ای ان‌سی‌تی زیر نظر اس‌ام انترتینمنت به شهرت رسید. شوتارو در سال ۲۰۲۳ از ان‌سی‌تی جدا شد و سپس به‌عنوان یکی از اعضای گروه پسرانهٔ جدید دیگری از اس‌ام با نام رایز فعالیت خود را از سر گرفت.

## اوایل زندگی
شوتارو اوساکی در ۲۵ نوامبر ۲۰۰۰ در استان کاناگاوا، ژاپن زاده شد و در شهر زاما رشد یافت. او از پنج سالگی رقصیدن را آغاز کرد؛ انگیزهٔ او برای ورود به دنیای رقص، مادرش بود که خود نیز رقصنده است.
شوتارو در دوران راهنمایی تصمیم گرفت به صورت حرفه‌ای رقص را دنبال کند و در استودیوی ئی‌اکس‌پی‌جی متعلق به شرکت سرگرمی ال‌دی‌اچ در توکیو آموزش دید. در این دوره، او به‌عنوان سیاهی‌لشکر در تبلیغات برندهایی مانند پوکاری سوئیت ظاهر شد و همچنین به‌عنوان رقصندهٔ پشتیبان با هنرمندانی چون گروه پسرانهٔ اگزایل و خواننده و ترانه‌سرای ژاپنی گاکتو همکاری کرد. شوتارو پس از تماشای اجرای گروه پسرانهٔ کره‌ای ان‌سی‌تی، به این نتیجه رسید که می‌خواهد به یک آیدل تبدیل شود. پیش از پیوستن به اس‌ام انترتینمنت، او یک حساب کاربری در تیک‌تاک داشت و در آن ویدئوهایی از رقص خود با ترانه‌های ان‌سی‌تی منتشر می‌کرد.